# Friedrich Ebert
Friedrich Ebert (Heidelberg, 4 de Fevereiro de 1871 — Berlim, 28 de Fevereiro de 1925) foi um político alemão.

## Carreira
Ocupou os cargos de Reichskanzler (Chanceler do Império Alemão) de 9 de Novembro de 1918 – 11 de Fevereiro de 1919, e de Reichspräsident (Presidente da Alemanha) de 11 de Fevereiro de 1919 – 28 de Fevereiro de 1925.
Envolveu-se na política como sindicalista ligado à social-democracia e logo se tornou líder da ala revisionista do Partido Social-Democrata da Alemanha. Foi Secretário Geral do partido em 1905.
Um dos líderes da República de Weimar, foi um  dos responsáveis pelas tentativas de fazer com que um regime estranho aos alemães, em uma circunstância difícil, obtivesse um certo sucesso.
Morreu em Berlim em 28 de fevereiro de 1925. Encontra-se sepultado em Bergfriedhof Heidelberg, Heidelberg, Baden-Württemberg na Alemanha.